# Ijjár
Ijjár a zsidó naptárban a második hónap neve, mely 29 napos. Kezdete április közepe és május közepe közé esik. E hó 18. napját lág báómer-nek hivják, amely a pászka és a pünkösd ünnepe közötti idő 33. napja.